# Збройні сили Данії
Збро́йні си́ли Да́нії (скор. ЗС Данії, дан. Forsvaret) — сукупність військ Королівства Данія, які поділяються на Сухопутні (СВ), Військово-повітряні (ВПС), Військово-морські (ВМС) та Хемверн. Їхній військовий бюджет становить 2,94 мільярда доларів.

## Чисельність
Армія комплектується за призовом. Служба у війську триває зазвичай чотири-дванадцять місяців. Однак певна частина посад комплектується військовослужбовцями служби за контрактом. Чисельність військовослужбовців на початок 2012 року становила близько одинадцяти з половиною тисяч осіб. У сухопутних військах — 6 799, у ВПС — 3 000, у ВМС — 2 600 військових.
Територія Данії поділяється на сім військових округів: три — на півострові Ютландія, три — на Зеландських островах, один — на острові Борнхольм. Також є три військово-морські райони. Фарерські острови та острів Гренландія мають самостійні військово-морські командування. Наявність самостійних військових об'єднань спричинена тим, що територія Данії розкидана на островах.

## Історія

### Перша половина ХХ століття
З 1864 року до 9 квітня 1940 — моменту вторгнення німецьких військ в Данію — Збройні сили Данії не брали участь в бойових діях. Хоча данські добровольці (жителі землі Шлезвіг — піддані Німеччини) брали участь у Першій світовій війні, а також в громадянських війнах у Фінляндії 1918 року, в Естонії і Латвії 1918—1919 років, в Іспанії 1936—1939 років. На початковому етапі Другої світової війни 800 данських волонтерів вступили в армію Фінляндії під час її збройного конфлікту з СРСР в 1939—1940 років.

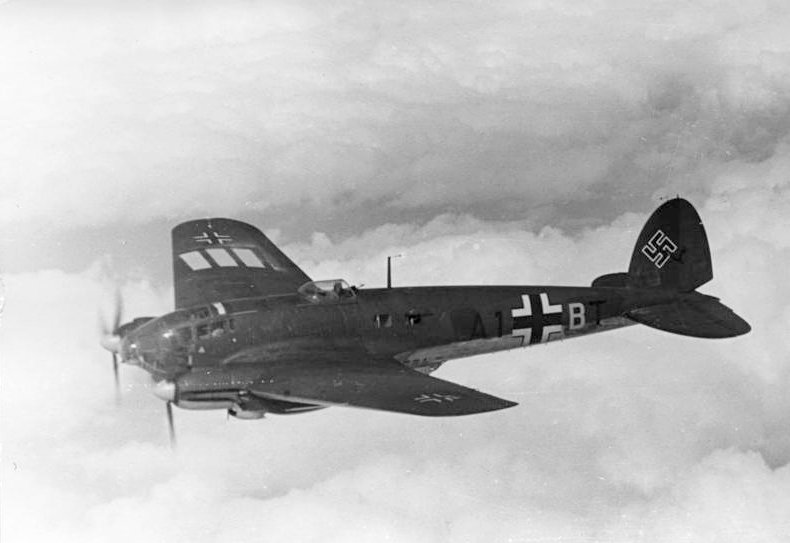
Німецький бомбардувальник Heinkel He 111

У 1937 році міністр оборони Данії Алсінг Андерсен (Alsing Emanuel Andersen) об'єднав під своїм загальним керівництвом сухопутні і морські сили країни. Безпосереднім керівником сухопутних сил був генерал-лейтенант Вільям Пріор (William Wain Prior), а військово-морського флоту — віце-адмірал Ялмар Рехніцер (Hjalmar Rechnitzer). Відбулася модернізація ППО, інженерних військ, транспорту і ВПС.
ЗС Данії були в змозі дати опір частинам німецької армії, які складалися з 170-ї і 198-ї піхотних дивізій, 11-та моторизованої бригади вермахту, 70 легких танків типу Pzkw I і Pzkw II, 240 літаків. Підтвердженням цьому може служити той факт, що за півтори години бойових дій 9 квітня 1940 данська артилерія знищила 12 броньовиків, підбила 3 танки і збила кілька німецьких літаків, включаючи один бомбардувальник Heinkel He 111. Припинення бойових дій було політичним рішенням уряду Данії, а не результатом військової поразки Збройних сил країни.

#### Сухопутні війська

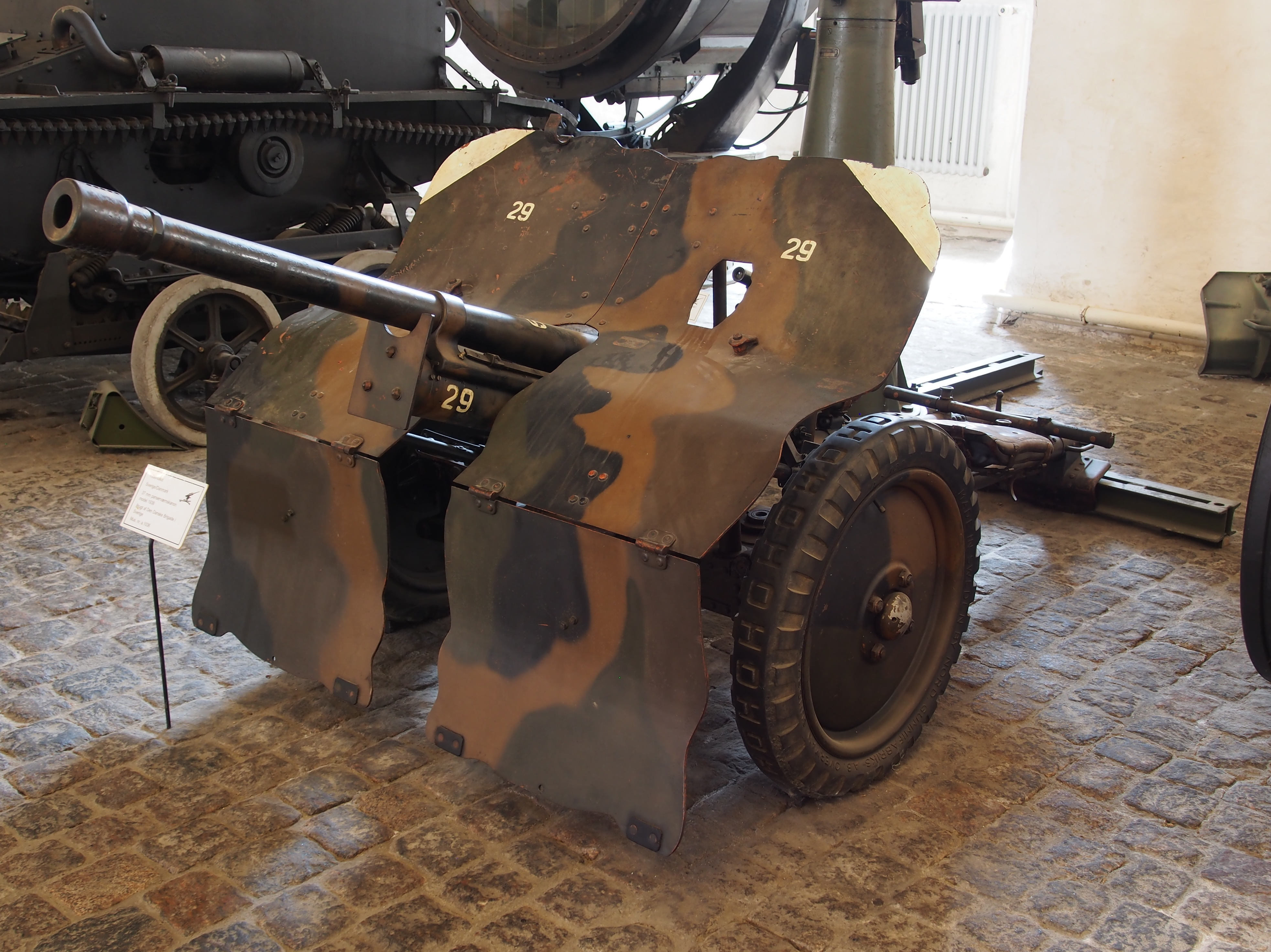
37-мм автоматична зенітна гармата Bofors.

СВ складалися з двох піхотних дивізій, куди входили сім піхотних полків, два кавалерійських полку, три артилерійські полки. Одна дивізія розташовувалася в Зеландії, а друга — в Ютландії і на острові Борнхольм. У Копенгагені був розквартирований полк Королівської гвардії. За зиму 1939—1940 років чисельність данської армії була збільшена з 6600 до 15 000 чоловік.
Піхотинці були озброєні гвинтівками Gevær M. 1889, пістолетами-кулеметами 9-mm MP-32, автоматичними 20-мм гарматами Madsen maskinkanon, ручними кулеметами Madsen М.1929 і Madsen М.1924, мінометами 81-mm M.29 S. Польова артилерія була представлена 75-mm M.1902, 10½ cm M.1930, гаубицями 15 cm M.1917, 15 cm M.1923 і 15 cm M.1929, протитанковими гарматами 37-мм Bofors, ППО — зенітками 75-mm L/49 M.1932. В 1937 році чотири піхотних батальйони отримали мотоцикли та велосипеди. З 1932 року з інженерних військ виділилася танкова частина, що складалася з трьох танкеток британського виробництва Carden-Lloyd Mk.VI.

#### Військово-повітряні сили
До складу ВПС Данії (Kongelige Danske Flyvevåben) входило дві ескадрильї винищувачів — 13 Gloster Gauntlet і 7 Fokker D. XXI, а також 28 літаків-розвідників і 19 бомбардувальників.

#### Військово-морські сили
Військово-морський флот Данії (Kongelige Danske Marine) складався з 58 військових кораблів (два броненосні артилерійські кораблі — Peder Skram і Niels Juel, три мінні загороджувачі, дев'ять тральщиків, чотири патрульні судна, шість торпедних катерів, сім підводних човнів, а також один навчальний судно і одне гідрографічне судно). На флоті служило 1500 чоловік. Морська авіація включала 13 гідропланів Heinkel HE8 і вісім винищувачів Hawker Nimrod Mk. II.

### Друга половина ХХ століття
У період «Холодної війни» Збройні сили Данії і їх союзники в НАТО брали участь в обороні данських проток, щоб не допустити прорив Балтійського флоту СРСР до Атлантики. Через це країна повинна була мати велику кількість військової техніки. До початку 1990-х на озброєнні Збройних сил Данії було понад 400 танків, понад 550 артилерійських гармат і 100 бойових літаків.

### Миротворча діяльність
З 1948 року Данія бере активну участь у миротворчій діяльності. За цей час у 23-х миротворчих операціях задіювалися понад 44 тисячі військовослужбовців. Вони виконували завдання на Балканах, в Іраку, Пакистані, Македонії, Грузії, Таджикистані й на Близькому Сході. Зараз в складі миротворчих контингентів за межами країни одночасно перебувають 930 осіб.
З 1990 року Військово-морські сили Данії брали участь у війні в Перській затоці на корветі «Olfert Fischer» і в антипіратських операціях за підтримки корабля типу «Absalon».
У 2000 році у складі миротворчого контингенту за межами країни перебувало близько 1 500 осіб. Десять літаків F-16A з тактичного авіаційного командування протягом кількох ночей брали участь в бомбардуванні Югославії. Також ЗС Данії брали участь у війні в Афганістані. З 2003 до 2007 Данія була однією з окупаційних держав в Іраку. Під час громадянської війни у Лівії в 2011 році ВПС Данії здійснили 593 ударні вильоти і скинули 923 бомби. Данія стала однією з найбільш інтенсивних бомбардувальників у тій війні.

## Склад Збройних сил
Відповідно до вимог НАТО, ЗС Данії поділяються на сили швидкого реагування та основні сили оборони. До сил швидкого реагування входить бригада, розвідувальний підрозділ, підрозділ спеціального призначення, корвет, по два тральщики, фрегати та інспекційні катери, ескадрилья літаків F-16, зенітно-ракетний дивізіон та літак «Гольфстрім». Із них до сил негайного реагування НАТО належать розвідувальна рота, ескадрилья літаків F-16, фрегат і корвет. Данська мотопіхотна дивізія входить до складу німецько-дансько-польського об'єднаного корпусу зі штабом у польському місті Щецин.

### Сухопутні війська(дан.Hæren)

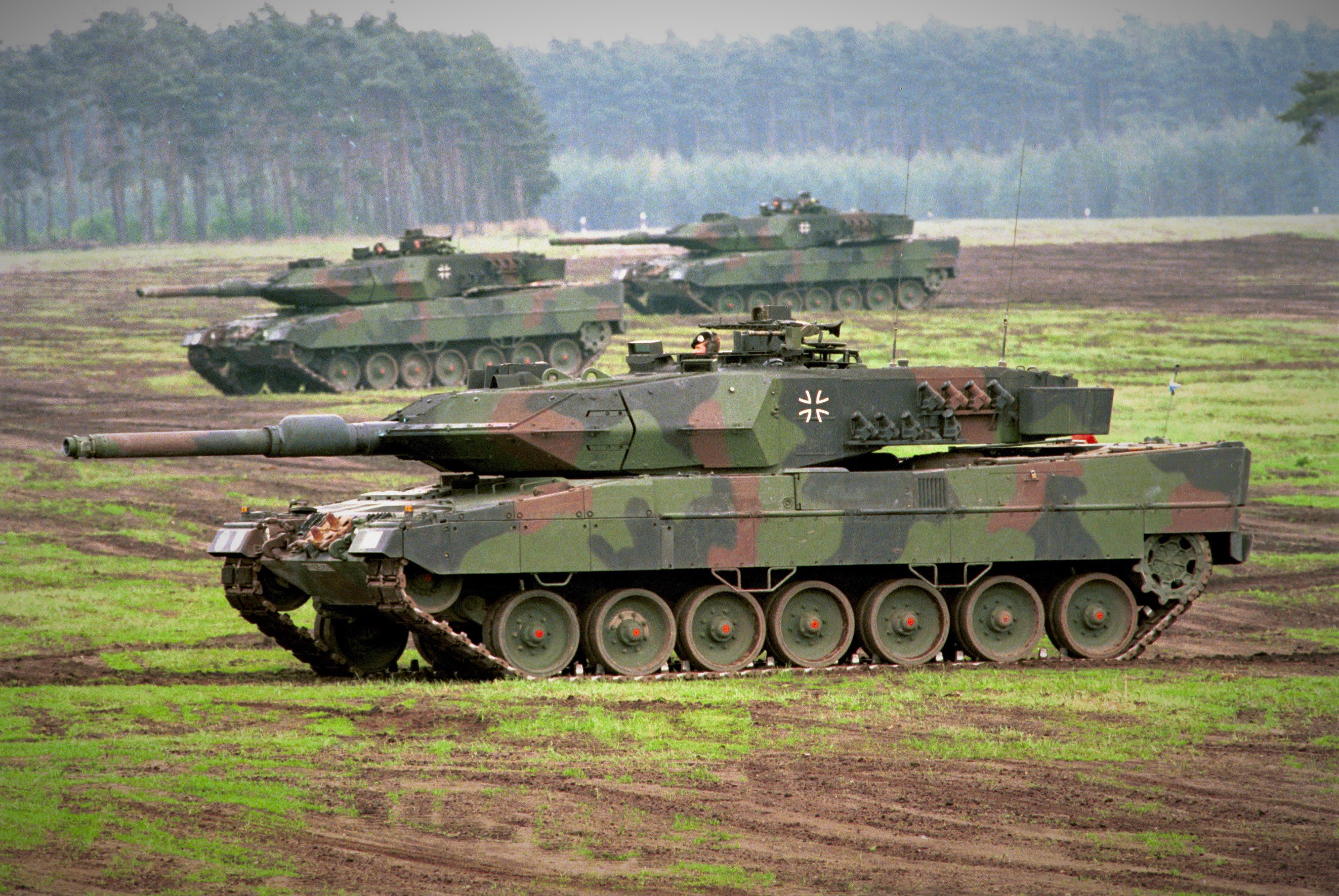
Танк «Леопард-2А5».

Сухопутні війська є найчисельнішим видом Збройних сил Данії. Причиною цього є те, що вони призначені ще й для дій у складі Об'єднаних збройних сил НАТО в зоні відповідальності блоку.

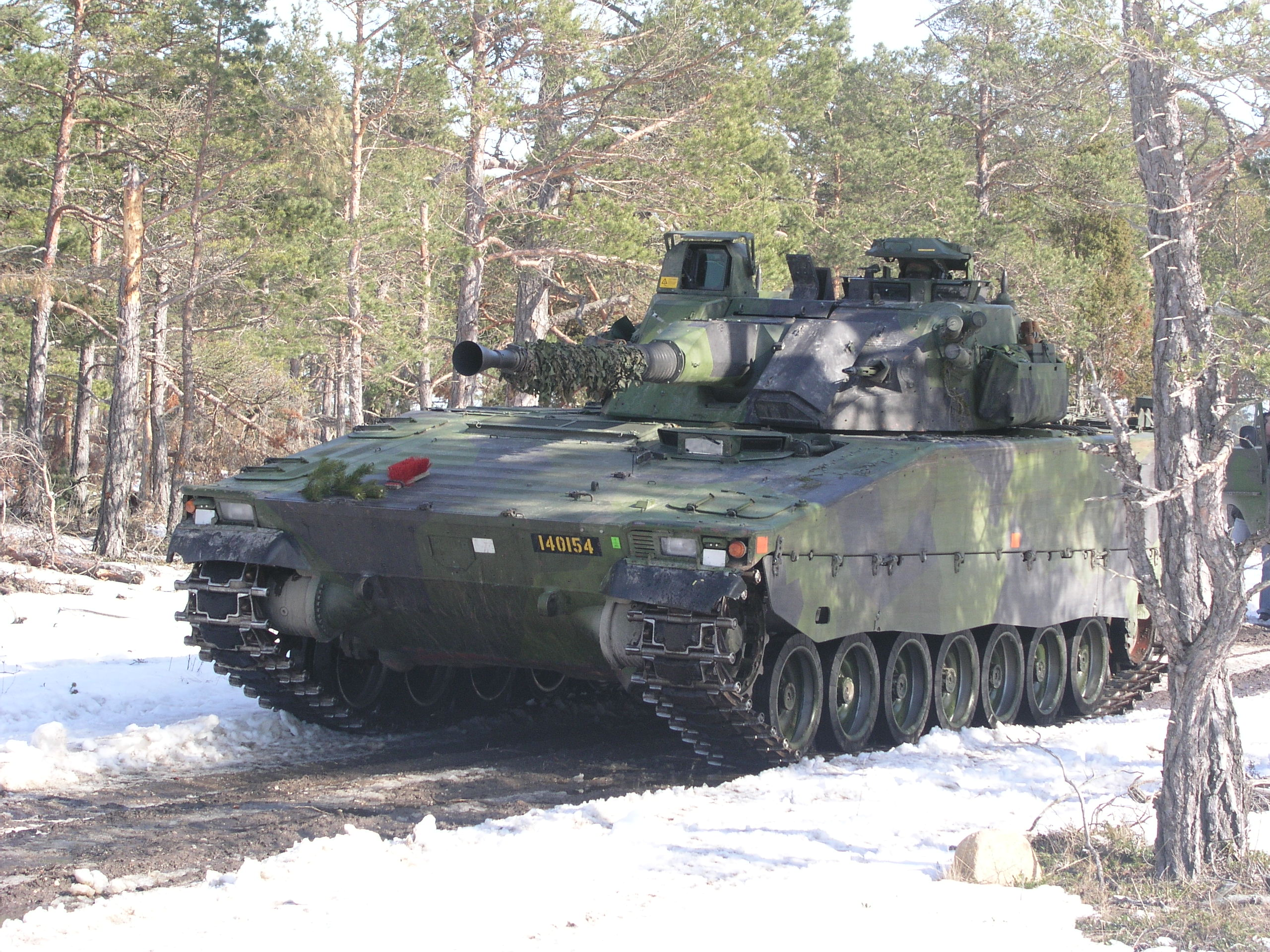
БМП CV-90

Основу Сухопутних військ країни становить лише одна мотопіхотна дивізія, яка складається з двох мотопіхотних бригад. У мирний час вони безпосередньо підпорядковані командуванню Сухопутних військ, а власне дивізія існує у вигляді штабу. Також до їх складу входять бригада реагування, чотири бойові групи, окремі підрозділи бойового і тилового забезпечення, навчальні частини і вищі військові навчальні заклади. На озброєнні перебуває 57 танків «Леопард-2А5» (ще 8 аналогічних машин знаходяться на зберіганні), 45 БМП CV-90 Armadillo, 314 БТР (235 М-113, 79 «Пірана-3»), 24 САУ М109, 6 гармат М101, 20 мінометів і 12 РСЗВ (знаходяться на зберіганні). З 1962 року данські солдати використовують кулемет М62.
Також СВ мають 8 навчально-мобілізаційних центрів: три піхотні, два артилерійські, танковий, інженерний, транспортний і зв'язку. Їх завдання полягає в початковій підготовці особового складу сухопутних військ, перепідготовка резервістів та забезпечення мобілізаційного розгортання бойових груп і військ місцевої оборони. Останні в мирний час не мають готових до бою частин і підрозділів. Вони розгортаються під час оголошення мобілізації та комплектуються з військовозобов'язаних старшого (понад 35 років) віку за територіальним принципом. Війська місцевої оборони утворюють батальйони, артилерійські дивізіони, роти і батареї. Загалом у них може бути до десяти окремих піхотних батальйонів і 15 окремих рот загальною чисельністю близько 14 тисяч осіб.

### Королівські військово-повітряні сили(дан.Flyvevåbnet)
Військово-повітряні сили включають у себе сили і засоби ВПС і ППО, які входять до складу тактичного авіаційного командування. Їх основні завдання:
- авіаційна підтримка сухопутних військ і військово-морських сил
- участь в операціях НАТО
- протиповітряна оборона важливих об'єктів і угруповань військ
- охорона наземних і морських комунікацій
- ведення повітряної розвідки та перекидання повітрям військових підрозділів, вантажів, озброєння та військової техніки

Начальник штабу ВПС Данії знаходиться на головній авіаційній базіda в місті Каруп. ВПС поділяються на такі складові:
- три авіаційні бази
- ряд коледжів
- радіолокаційні станції в Скагені та Борнхольмі
- експедиційний штаб ВПС

Військово-повітряні сили країни мають у бойовому складі 30 тактичних винищувачів F-16 різних модифікацій, 7 транспортних літаків (4 С-130J-30, 3 CL-604), 28 навчальних T-17, 30 вертольотів (14 EH-101/AW101, 8 Westland Lynx, 8 AS550 C2 Fennec), 10 радарів (2 Lockheed Martin TPS, 1 Selex RAT-31 DL, 1 Marconi S-723, 6 RAC-3D). У країні розгорнуто два зенітно-ракетні дивізіони та п'ять радіолокаційних станцій, розміщених на трьох авіабазах в Ютландії.

### Військово-морські сили(дан.Søværnet)

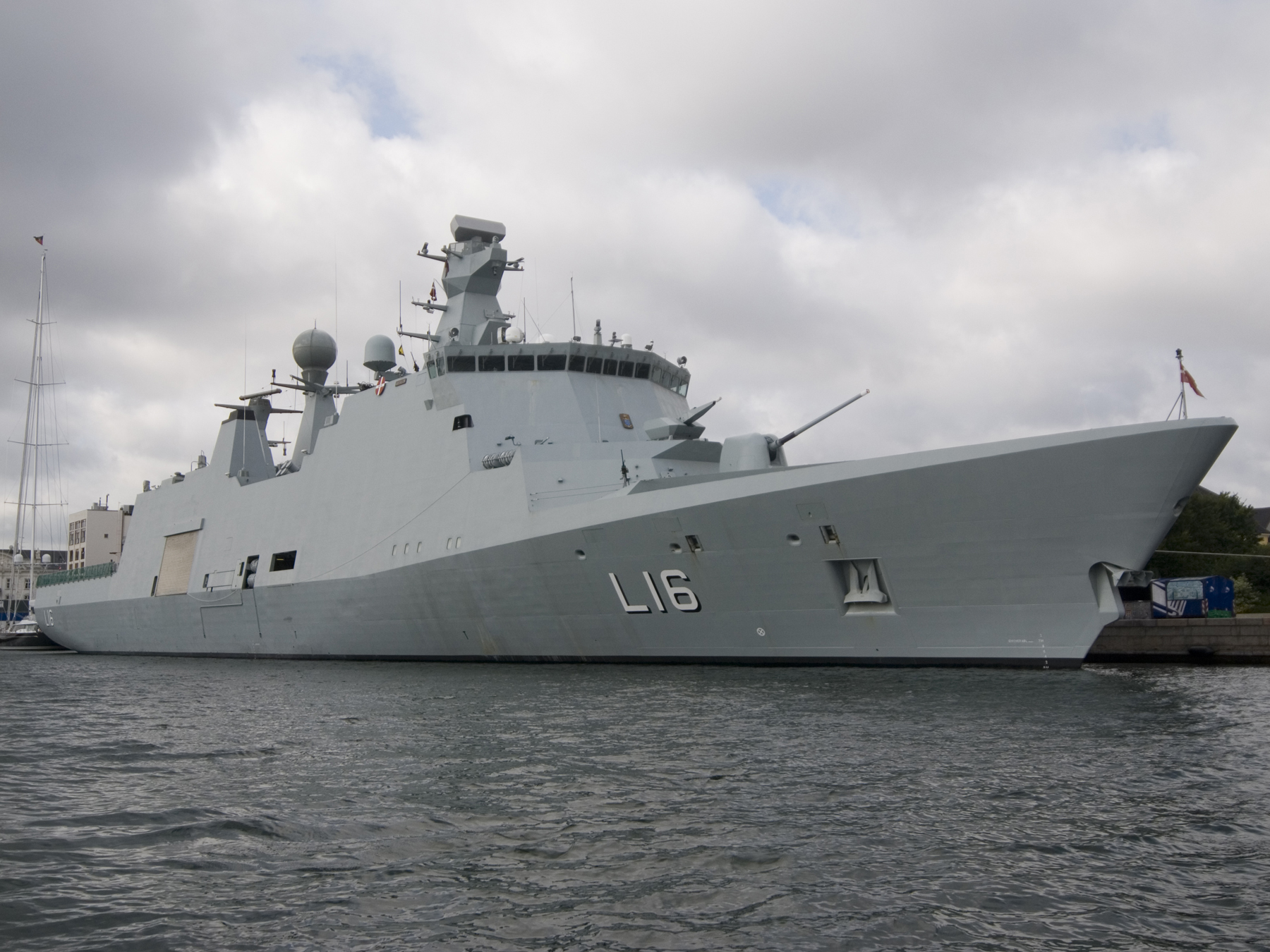
L16 «Абсалон» в Копенгагені, вересень 2007.

Ще у 1909 році країна започаткувала власний підводний флот. Наприкінці 1980-х тут були створені унікальні модульні патрульні катери типу «Флювефіскен», які залежно від встановленого озброєння могли бути ракетними, патрульними кораблями або тральщиками. У XXI столітті до складу данського флоту увійшли кораблі типу «Абсалон», які мають вогневу міць фрегата (ПКР «Гарпун», 127-мм гармату) і при цьому є десантними суднами (можуть нести 4 десантні катери і до 7 танків «Леопард-2»).
Через останні бюджетні скорочення усі 3 підводні човни були виведені зі складу ВМС і перетворені на музеї. Реальним бойовим потенціалом фактично володіють лише 5 одиниць: 2 кораблі типу «Абсалон» (L16 і L17) і 3 фрегати типу «Івер Хютфельдт». Загалом у ВМС Данії налічується 8 фрегатів, 14 корветів, 6 мінних загороджувачів, 12 мінно-тральних кораблів 28 катерів, 2 з яких ракетні. Командуванню військово-морських сил підпорядковані 8 вертольотів S-61A, 7 вертольотів «Лінкс» (в найближчі роки будуть замінені на 8 американських SH-60). Також ВМС мають дві мобільні батареї протикорабельних ракет «Гарпун».

### Хемверн(дан.Hjemmeværnet)
Четвертим компонентом Збройних сил Данії є хемверн — іррегулярна воєнізована організація, яка створюється на добровільних засадах й призначена для виконання допоміжних завдань. Вона має сухопутні війська, ВПС, ВМС, допоміжний корпус та військову школу. За цільовим призначенням хемверн поділяється на виробничий і територіальний, який разом з військами місцевої оборони має забезпечувати розгортання регулярних підрозділів і частин, охорону й оборону важливих державних та військових об'єктів, десантно-небезпечних ділянок, узбережжя, а також вести боротьбу з диверсійними і десантними групами противника в тилу.
Підрозділи хемверна також можуть залучатися до надання допомоги цивільній владі у підтриманні та наведенні порядку під час ліквідації наслідків природних або техногенних катастроф. А в разі оголошення в країні воєнного стану хемверн передається у підпорядкування командирів військових округів сухопутних військ, BMC і військово-повітряних баз. Чисельність хемверна становить 62,8 тисяч осіб (СВ 50 тисяч, ВПС 6 тисяч, ВМС 4,5 тисяч), з яких 21 тисяча перебувають в активному резерві.
Будь-який громадянин Данії у віці від 18 до 65 років може стати членом хемверна, якщо він не перебуває на службі у Збройних силах, не значиться в резерві польових військ, військ місцевої оборони або цивільної оборони. Командувач несе відповідальність за укомплектованість хемверна і його готовність до виконання поставлених завдань. Комісар займається вирішенням політичних і економічних проблем, організовує зв'язок з населенням, представляє інтереси організації в урядових і парламентських структурах.
Підрозділи хемверна мають високу мобілізаційну готовність. Для їх збору потрібно 4-6 годин. Оскільки військова форма, особиста зброя та боєприпаси зберігаються вдома або на робочих місцях, то підрозділи практично відразу ж після прибуття на збірні пункти готові до виконання завдань. Підготовка особового складу проводиться в підрозділах у неробочий час. Її тривалість становить 24 год на рік для колишніх військовослужбовців Збройних сил країни, і 100 годин — для решти.

#### Хемверн СВ
Межі округів хемверна СВ збігаються межами округів СВ. У кожному окрузі по 3-8 районів, куди входять від 9 до 22 ділянок. Основним підрозділом хемверна СВ є рота (до 150 осіб). На озброєнні стоїть стрілецька зброя, протитанкові гранатомети, засоби зв'язку. Стрілецька зброя зберігається вдома.

#### Хемверн ВПС
Хемверн ВПС складається з двох корпусів: спостереження й сповіщення та захисту аеродромів.

#### Хемверн ВМС
Хемверн ВМС включає два райони — Орхус і Корсер. Вони можуть мати до 36 катерів.

#### Допоміжний корпус хемверна
Допоміжний корпус хемверна займається підготовкою особового складу, підтриманням у готовності технічних засобів та озброєння, просвітницькою роботою серед населення і вербуванням нових членів.

## Інші воєнізовані формування

### Королівська гвардія Данії(дан.Den Kongelige Livgarde)

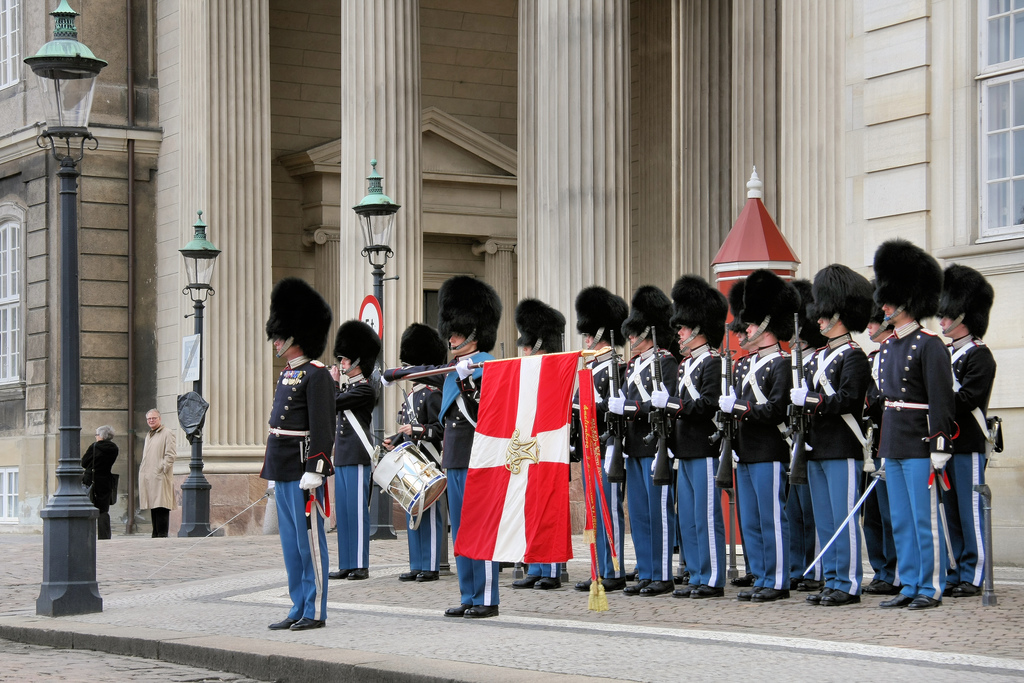
Данська Королівська гвардія.

Королівська гвардія з'явилася у 1658 році за правління Фредеріка III.

## Структура
- Міністерство оборони (на данській мові): Forsvarsministeriet (FMN))
- Командування оборони (на данській мові): Forsvarskommando (FKO))
- Командування армії (на данській мові): Hærkommandoen)
- Командування військово-морських сил (на данській мові): Søværnskommandoen)
- Повітряне командування (на данській мові): Flyverkommandoen)
- Плани, політика та координаційний персонал ((на данській мові): Udviklings- og koordinationsstaben
- Спільний операційний персонал ((на данській мові): Operationsstaben)
- Командування спеціальних операцій ((на данській мові): Specialoperationskommandoen (SOKOM))
- Арктичне командування ((на данській мові): Arktisk Kommando (AKO))
- Королівський оборонний коледж ((на данській мові): Forsvarsakademiet (FAK))
- Данське військове медичне командування (на данській мові): Forsvarets Sanitetskommando (FSK))
- Данська організація з питань придбання та матеріально-технічного забезпечення оборони (на данській мові): Forsvarsministeriets Materiel- og Indkøbsstyrelse (FMI))
- Данське агентство оборонних інформаційних технологій (на данській мові): Forsvarets Koncernfælles Informatiktjeneste (FKIT))
- Данська організація захисту персоналу (на данській мові): Forsvarsministeriets Personalestyrelse (FPS))
- Центр ветеранів (на данській мові): Veterancentret)
- Данська організація з питань оборони та інфраструктури (на данській мові): Forsvarsministeriets Ejendomsstyrelse (FES))
- Хемверн ((на данській мові): Hjemmeværnskommandoen (HJK))
- Служба оборонної розвідки (на данській мові): Forsvarets Efterretningstjeneste (FE))
- Служба військової прокуратури (на данській мові): Forsvarets Auditørkorps (FAUK))
- Агентство з управління фінансами оборони ((на данській мові): Forsvarsministeriets Regnskabsstyrelse (FRS))
- Оборонний внутрішній аудитор ((на данській мові): Forsvarets Interne Revision (FIR))
- Агентство з надзвичайних ситуацій ((на данській мові): Beredskabsstyrelsen (BRS))
- Адміністрація по відмовникам за ідейними міркуваннями ((на данській мові): Militærnægteradministrationen (MNA))

## Уклад життя і служби
Офіцер отримує близько 20 тисяч данських крон. Данські військові мають доступ до солдатського клубу, в якому розміщені Інтернет-кафе, більярд, ігрові автомати, солярій, тренажерний зал. Будь-який солдат має доступ до сауни. На території частини поширена мережа різних товариств і гуртків, як-от: клуб ветеранів піхотного полку, який вже розформований, де колишні військові можуть поспілкуватися в неформальній обстановці, штаб-квартира громадської організації учасників миротворчих операцій гарнізону, бар місцевої роти військової поліції, стрілецький клуб тощо.
До занять з бойової підготовки залучаються всі військовослужбовці, незалежно від звання і віку. На тривалість робочого дня не впливає прибуття до частини представників вищого керівництва або інспекторської комісії. У розпорядження командного складу, від сержантів і вище, виділяються різноманітні службові автомобілі (починаючи від мікроавтобусів і закінчуючи легковими машинами).
Солдати і сержанти живуть у гуртожитках. У кімнатах розміщені м'які меблі, телевізор, душ з гарячою і холодною водою. За харчування відповідає місцева комерційна структура. Прибиранням території, що займає площу 2 км², займаються двоє цивільних працівників (один доглядає за газонами, інший — вивозить контейнери з відходами). Кидати сміття у невстановленому місці не прийнято. Військове містечко охороняють лише кілька чоловік з підрозділу військової поліції. Більшість функцій безпеки покладено на різні технічні засоби охорони. Людям залишається контролювати їх роботу і у випадку спрацювання сигналізації перевіряти об'єкти.
Під час навчання на курсах широко використовуються інформаційні технології. Багато уваги приділяється обговоренню результатів виконання того чи іншого навчально-бойового завдання, розбору дій студентів. Слухач може прийти на лекцію з чашкою кави або пляшкою мінеральної води. Якщо викладач захоче, то буде проводити заняття, сидячи на столі. Під час занять студенти можуть відчути на собі кидки «коктейлем Молотова» й удари камінням від «розлюченого натовпу».
Заохочуються командні ігрові види спорту, спільні походи до місцевого військового бару та інші заходи, де товариші по службі можуть поспілкуватися в неформальній обстановці. Метою цього є створення здорової атмосфери і товариських відносин у колективі підрозділу — «team building», тобто «будівництво групи».

## Співпраця з Україною
У рамках спільного проекту двох країн щорічно з 2009 року проводиться операція «Північний сокіл». У листопаді 2013 року данські офіцери спільно з Командуванням Повітряних Сил ЗС України обговорили питання про підготовку чергової спільної військово-транспортної операції «Північний сокіл-2014».
У 2024 році Данія розпочала процес передачі Україні винищувачів F-16. Загалом має бути поставлено 19 винищувачів. 
```
У 2024 Данія для підтримки України проти збройної агресії РФ, вирішила передати всю наявну в неї артилерію.
```